# Zjednoczenie Polskie w Wielkiej Brytanii

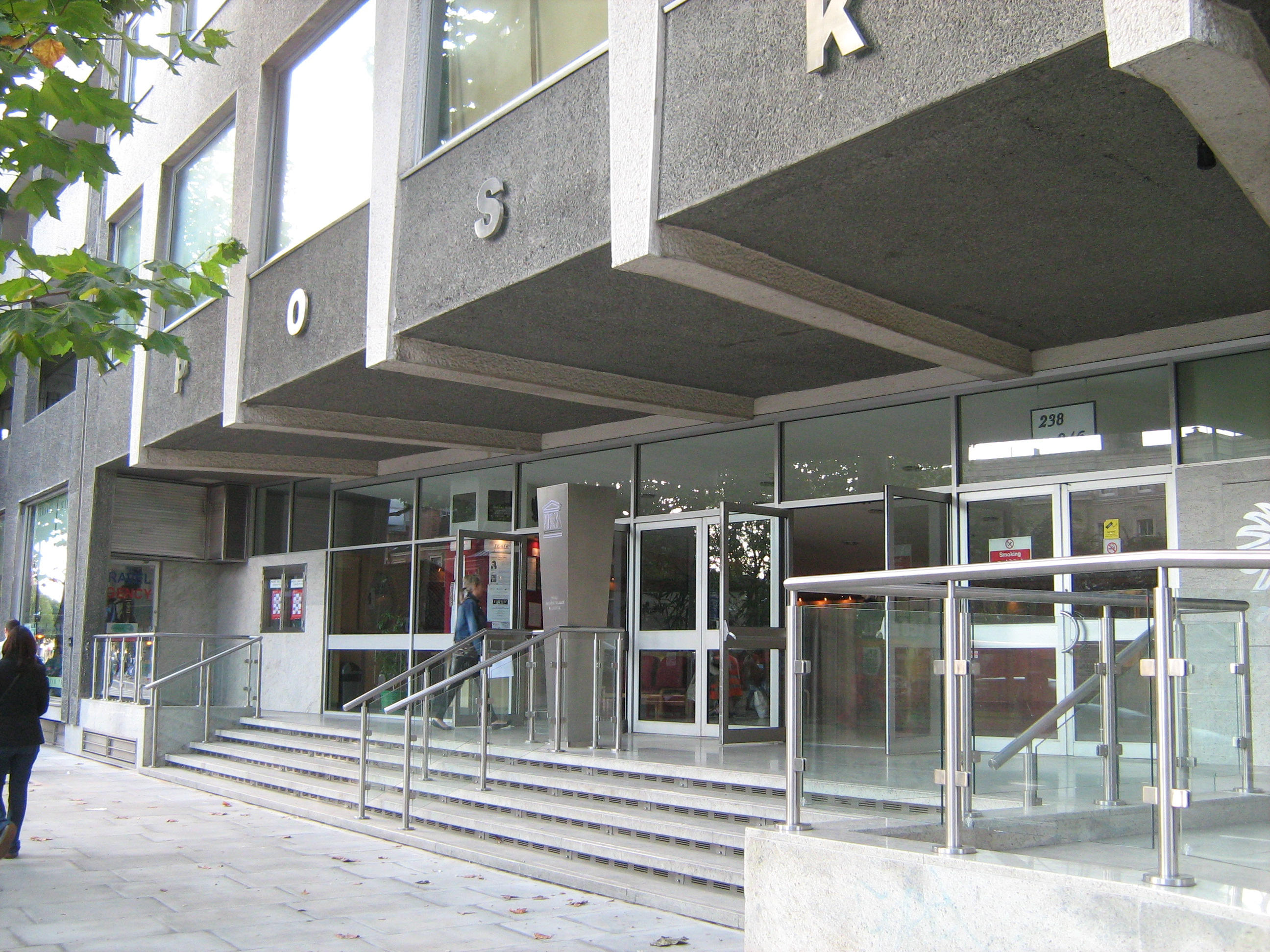
Budynek POSK-u

Zjednoczenie Polskie w Wielkiej Brytanii ZPWB (ang. Federation of Poles in Great Britain) – największa federacja organizacji polonijnych na świecie, z siedzibą w Londynie  -  240 King Street, London W6 0RF w budynku Polskiego Ośrodka Społeczno-Kulturalnego. Zjednoczenie jest członkiem Europejskiej Unii Wspólnot Polonijnych.

## Historia oraz misja
ZPWB zostało założone w 1946, gdy rząd brytyjski, a następnie kolejne kraje, przestały uznawać Rząd Rzeczypospolitej Polskiej na Uchodźstwie na rzecz rządu komunistycznego w Polsce. Zjednoczenie aż do 1990 reprezentowało polską emigrację w Londynie wobec władz Wielkiej Brytanii.
W dniach 30 listopada-1 grudnia 1957 roku w Londynie odbył się Walny Zjazd, w którym wzięło udział 54 delegatów reprezentujących 42 organizacje społeczne. Delegaci dokonali wyboru nowych władz. Prezesem Zarządu po raz czwarty został Stanisław Lis. Członkami Zarządu zostali między innymi: Anna Januszajtis, Marian Jadwiński i Zygmunt Szadkowski.
Po przekazaniu insygniów prezydenckich przez Prezydenta RP Ryszarda Kaczorowskiego Prezydentowi RP Lechowi Wałęsie, pewne obowiązki rządu polskiego przekazane zostały Zjednoczeniu Polskiemu, które zostało uznane przez rządy polski i brytyjski, jak również inne polonijne organizacje na świecie, za organizację reprezentującą polską grupę etniczną zamieszkałą w Wielkiej Brytanii. Dotychczas jest to jedyna organizacja polonijna w Wielkiej Brytanii, która jest uznawana przez rząd brytyjski. Dlatego też Zjednoczenie oprócz promowania i obrony interesów mniejszości polskiej w Wielkiej Brytanii broni również interesów Polski i Polaków przed rządem Wielkiej Brytanii.
Zjednoczenie Polskie jest federacją organizacji. W skład Zjednoczenia wchodzi kilkadziesiąt organizacji i stowarzyszeń polonijnych na terenie Wysp Brytyjskich. 
Organizacje członkowskie wg stanu z grudnia 2009 roku
- Polski Ośrodek Społeczno-Kulturalny
- Stowarzyszenie Polskich Kombatantów
- Związek Lotników Polskich w Wielkiej Brytanii
- Związek Harcerstwa Polskiego w Wielkiej Brytanii
- Polska Macierz Szkolna w Wielkiej Brytanii
- Instytut Józefa Piłsudskiego w Wielkiej Brytanii
- Instytut Polski i Muzeum im. gen. Sikorskiego w Londynie
- Instytut Polskiej Akcji Katolickiej w Wielkiej Brytanii
- Ognisko Polskie w Londynie
- Ognisko Rodzin Osadników Kresowych
- Polska YMCA
- Polski Związek byłych Więźniów Politycznych i Obozów Koncentracyjnych
- Koło byłych Żołnierzy AK
- Związek Junackiej Szkoły Kadetów
- Koło Lwowian w Wielkiej Brytanii
- Komisja Porozumiewawcza Polskich Organizacji Kobiecych
- Komitet Obywatelski Pomocy Uchodźcom Polskim
- Stowarzyszenie Techników Polskich
- Towarzystwo Pomocy Polakom
- Towarzystwo Popierania Nauki Polskiej
- Towarzystwo Przyjaciół Dzieci i Młodzieży
- Towarzystwo Przyjaciół PUNO (Polski Uniwersytet na Obczyźnie)
- Veritas Foundation
- Zjednoczenie Polek na Emigracji
- Zrzeszenie Nauczycielstwa Polskiego za Granicą
- Zrzeszenie Polskich Artystów Plastyków w Wielkiej Brytanii
- Zrzeszenie Studentów i Absolwentów Polskich w Wielkiej Brytanii
- Związek Artystów Scen Polskich w Wielkiej Brytanii
- Związek Karpatczyków 3 DSK (3 Dywizja Strzelców Karpackich)
- Związek Lekarzy Polskich na Obczyźnie
- Związek Polskich Klubów Sportowych
- Związek Ziemian w Wielkiej Brytanii
- Związek Żołnierzy 5 Kresowej Dywizji Piechoty
- Zjednoczenie Polskie w Bradford
- Zjednoczenie Polskie w Coventry
- Zjednoczenie Polskie w Derby
- The Polish Social and Educational Society Glasgow
- Zjednoczenie Polskie w Leeds
- Zjednoczenie Polskie w Leicester
- Zjednoczenie Polskie w Manchester
- Komitet Koordynacyjny Polskich Organizacji w Oxford
- Zjednoczenie Polskie w Sheffield
- Stowarzyszenie Polskie „Gryf” w Slough
- Zjednoczenie Polskie w Swindon
- Polski Ośrodek w Scunthorpe
- Związek Szkół Młodszych Ochotniczek
- Komitet Zjednoczenia Polskich Organizacji w Nottingham
- Polski Ośrodek Katolicki w Leamington Spa
- Zrzeszenie Polaków Okręgu Kent
- Komitet Pomocy Polakom na Wschodzie
- Polski Uniwersytet na Obczyźnie
- Polska Parafia Katolicka Redditch
- Polskie Towarzystwo Mieszkaniowe Penhros
- Polska Wspólnota Katolicka (Braintree, Chelmsford, Ipswich)
- Stowarzyszenie Polskie Aberdeen
- Zjednoczenie Polskie w Trowbridge
- Koło Pań przy Parafii Balham
- Zrzeszenie Zespołów Folklorystycznych
- Polskie Towarzystwo Naukowe na Obczyźnie
- Fundusz Pomocy Wdowom, Sierotom i Inwalidom 5 KDP (5 Kresowa Dywizja Piechoty)
- Koło Polaków z Indii
- Związek byłych Żołnierzy SBSK (Tobrukczycy) (Samodzielna Brygada Strzelców Karpackich)
- Polskie Stowarzyszenie Mieszkaniowe dla Emerytów
- Topaz (Stowarzyszenie Polskich Absolwentów i Zawodowców)
- Polonia Camborne i Redruth
- Zjednoczenie Polskie Co. Durham
- Stowarzyszenie Poland Street
- Polish Psychologists Club
- Polish Professionals in London
- Polska Fundacja Kulturalna
- East of England Polish Community Organisation
- Związek Kultury Polonijnej w Rugby "Bartek"
- Polish City Club
- Pegaz - Polish Community Organisation North East UK
- The Association of Polish Entrepreneurs & Companies UK
- Taunton Deane Polish Association "Sami Sobie"
- United Polish Falkirk
- Polskie Towarzystwo Mieszkaniowe Penrhos[2].

## Prezesi
- Stanisław Lis (1 XII 1957 po raz czwarty),
- Artur Rynkiewicz (1974-1990)[3],
- Jan Mokrzycki (1997-2001)
- Andrzej Morowicz (2002-2003)
- Jan Mokrzycki (2003-2009)
- Helena Miziniak (2009-2011)[2],
- Włodzimierz Mier-Jędrzejowicz (2011-2013),
- Tadeusz Stenzel (od 2013-2023)[4]),
- Alicja Donimirska (od 2023-)[5].